# Национален отбор по футбол на Кот д'Ивоар
Нацоналният отбор по футбол на Кот д'Ивоар представлява страната в международните футболни срещи. Контролира се от Котдивоарската футболна асоциация.